# Fernán Faerron
Fernán José Faerron Tristán (ur. 22 sierpnia 2000 w San Rafael de Escazú) – kostarykański piłkarz występujący na pozycji środkowego obrońcy, reprezentant Kostaryki, od 2023 roku zawodnik Herediano.